# Yairipok
Yairipok är en ort i Indien.   Den ligger i distriktet Thoubal och delstaten Manipur, i den östra delen av landet, 1 700 km öster om huvudstaden New Delhi. Yairipok ligger 791 meter över havet och antalet invånare är 8 797.
Terrängen runt Yairipok är kuperad åt nordost, men åt sydväst är den platt. Runt Yairipok är det tätbefolkat, med 636 invånare per kvadratkilometer. Närmaste större samhälle är Imphal, 17,8 km nordväst om Yairipok. Omgivningarna runt Yairipok är en mosaik av jordbruksmark och naturlig växtlighet.